# Nankan
Nankan (南関町?, Nankan-machi) è una cittadina giapponese della prefettura di Kumamoto.